# Enchanted Oaks (Teksas)
Enchanted Oaks je gradić u američkoj saveznoj državi Teksas. Prema popisu stanovništva iz 2010. u njemu je živjelo 326 stanovnika.